# Cambio estructural (Econometría)
Un cambio estructural es un concepto de la econometría. Un cambio estructural existe cuando hay un cambio inesperado en una serie de tiempo (macroeconómica). Esto puede hacer que se incurra en grandes errores predictivos y poca fiabilidad del modelo en general. Este problema fue popularizado por el econometrista David Hendry.

## Test
En general, los tests CUSUM (cumulative sum) y CUSUM-sq (CUSUM squared) se pueden usar para probar si los coeficientes en un modelo son constantes. 
Para un modelo lineal con un único cambio conocido en la media, se usa a menudo el Test de Chow. Si el cambio en la media es desconocida, entonces la prueba sup puede ser apropiada. Otros desafíos es cuando se encuentran:
- Un número conocido de cambios desconocidos en la media;
- Un número desconocido de  cambios desconocidos en la media;
- Cambios en la varianza.

El Test de Chow no es aplicable a estas situaciones.
Para procesos no estacionarios, hay muchos más retos. Para un modelo de cointegración, la Prueba de Gregory y Hansen (1996) se utiliza para cuando existe un cambio estructural desconocido, y la Prueba de Hatemi-J (2007) se utiliza cuando hay dos cambios de desconocidos.
Hay varios programas que se pueden utilizar para encontrar los cambios estructurales, incluyendo R (open source) y Gauss.

## Modelos más sofisticados
Si hay demasiados cambios estructurales desconocidos, entonces habrá que asumir que el parámetro es variante en el tiempo.
El último método ha sido utilizado por Bai y Perron (2003) en el que múltiples cambios estructurales se puede detectar automáticamente de los datos. La literatura al respecto es muy amplia a partir desde 1987 hasta 2010. Recientemente, los economistas van tanto al análisis de la tasa de crecimiento y también al análisis econométrico con el fin de encontrar puntos de quiebre, esta manera ha sido recomendada por Chandan Mukherjee (2009).